# Vyvažovací otěže
Vyvažovací otěže (vyvažovačky) jsou otěže napomáhající správné držení krku a hlavy koně. Používají se při parkurovém skákání a drezuře.

## Popis
Vyvažovací otěže se skládají ze čtyř řemínků, které tvoří kosočtverec (nahoře nejsou spojené, aby se mohly připevnit k sedlu), uprostřed mají dva řemeny také připevněné k sedlu a poslední část je dlouhý řemen vedoucí pod břicho  k podbřišníku.